# Alexa Demie
Alexa Demie (Los Angeles, 1990. december 11. –) amerikai színésznő. Leginkább Maddy Perez szerepéről ismert az HBO Euphoria című tinidráma-sorozatában. Demie először egy kisebb szerepben tűnt fel a Brigsby Bear című vígjátékban, majd a Mid90s című filmben és a Waves című filmdrámában is szerepelt.

## Élete
Los Angelesben született. Atwater Village-ben nevelkedett, ahol anyja nevelte fel. Egy metamfetamin-laborral szemben nőtt fel, a sarkon pedig a Black Eyed Peas stúdiója volt. Demie szerint otthonában gyakori volt a kiabálás és a veszekedés, így tinédzser korában elmenekült otthonról. Családját azonban "támogatónak" írta le. Az iskolában gyakran bántalmazták. Középiskolás korában elkezdett a színészettel foglalkozni.
Középiskolás korában alapította meg a Mainframe nevű napszemüveg-márkát, amely népszerű lett a tengerentúlon. Olyan nevek viselték a napszemüveget, mint G-Dragon, Jennifer Lopez, Nicki Minaj és Amber Rose, illetve a Vogue Korea címlapján is feltűnt. Azonban leállt a gyártással, mivel nem fizették őt a tervezésért. Divattervező szeretett volna lenni, de végül lemondott e tervéről.